# スボティナ (小惑星)
スボティナ (1692 Subbotina) は小惑星帯にある小惑星。クリミア半島のシメイズ天文台（後のクリミア天体物理天文台）で発見された。
ロシア人の天文学者、ミハイル・スボティンに因んで名付けられた。